# 200 (South Park)
200 est le cinquième épisode de la saison 14 de la série télévisée South Park. Comme son nom l'indique, il est le deux-centième épisode de la série. 

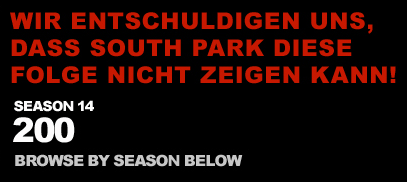
Excuses pour l'épisode le plus controversé de South Park.

En raison d'incertitudes concernant la possibilité de diffuser ces épisodes ou non, leur adaptation en français a été sujette d'abord à une omerta, puis William Coryn annonça début novembre 2010 que les épisodes allaient un jour être adaptés ; cependant, la traduction n'a toujours pas été effectuée par censure.
200 et sa suite 201 sont des épisodes controversés de la série et avaient été censurés par la chaîne Comedy Central elle-même en 2010, après avoir reçu des menaces de mort.

## Synopsis
Lors d'un voyage d'études, Stan insulte accidentellement Tom Cruise et déclenche une réaction en chaîne. Deux cents célébrités précédemment ridiculisées lancent un recours collectif contre la ville de South Park. Ce pourrait bien être le coup fatal qui détruirait la ville pour toujours… Les deux intrigues qui composent l'épisode sont l'apparition du prophète Mahomet, enjeu d'un chantage, et la recherche de son père réel par Cartman (le suspense de la révélation étant gardé pour l'épisode suivant).

## Célébrités caricaturées
- Al Gore
- Angelina Jolie
- Aquaman (dit Seaman que les autres nomment Slipman pour se moquer)
- Barbra Streisand
- Ben Affleck
- Benoît XVI
- Billy Bob Thornton
- Bill Cosby
- Bob Saget
- Bono
- Bouddha
- Britney Spears (la bouche coupée, telle qu'elle est vue dans Le Nouveau Look de Britney)
- Brooke Shields
- Brian Dennehy
- Charlie Sheen
- Conan O'Brien
- David Blaine
- David Duchovny
- David Letterman
- Gary Condit
- George Lucas
- Hillary Clinton
- Indiana Jones
- Jared Fogle
- Jennifer Lopez
- Jesse Jackson
- Jésus
- Jimmy Buffett
- Johnnie Cochran
- John Edward
- John Travolta
- Joseph Smith
- Kanye West
- Kathie Lee Gifford
- Khloé Kardashian
- Kim Kardashian
- Kourtney Kardashian
- Krishna
- Lao Tseu
- Liza Minnelli
- Mahomet
- Martha Stewart
- Mel Gibson
- Michael Bay
- Michael Jackson
- Michelle Obama
- Mickey Mouse
- Michael Richards
- M. Night Shyamalan
- Moïse
- O. J. Simpson
- Oprah Winfrey
- Oussama ben Laden
- Paris Hilton
- Paul Watson
- Phil Collins
- Robert Redford
- Rob Reiner
- Rob Schneider
- Rosie O'Donnell
- Russell Crowe
- Sally Struthers
- Sarah Jessica Parker
- Steven Spielberg
- Steve Irwin
- Sylvester Stallone
- Tiger Woods
- Tim Burton
- Tom Cruise
- Yoko Ono
- Will Smith
- Winona Ryder

## Autour de l'épisode
Le site Revolutionmuslim.com, du groupe radical Revolution Muslim (qui a depuis été fermé) basé à New York a enregistré sur YouTube un message de menace de mort : « Nous devons avertir Matt (Stone) et Trey (Parker) que ce qu'ils font est stupide et qu'ils finiront probablement comme Theo Van Gogh ». Celui-ci est mort de huit balles dans le corps, puis a été égorgé et percé de deux poignards, pour avoir réalisé un court-métrage sur le traitement des femmes dans l'islam. « Ce n'est pas une menace, mais une mise en garde de ce qui pourrait leur arriver », rajoute le site.
La menace était accompagnée d'une photographie montrant le corps de Theo Van Gogh et un lien renvoyant vers une résidence du Colorado que Parker et Stone posséderaient.
La chaîne qui diffuse la série, Comedy Central, n'a fait aucun commentaire.

## Continuité
- L'épisode fait des références explicites aux épisodes suivants : Gros Caca (par Bono lui-même), Les Super Meilleurs Potes (par Stan lui-même), Kit vidéo pour stupide pute trop gâtée (Paris Hilton y fait implicitement référence), Jared a le SIDA (Jared dit qu'il a mangé trop de Subway), Le Ploblème chinois (Indiana Jones harnaché), Piégé dans le placard (les placards chez Tom Cruise), Mecha Streisand (à la fin de l'épisode, les célébrités  font référence à « la dernière fois » qu'ils l'ont vue), Gros cul et tête de nœud (Mitch Conner), Les Rouquins (qui veulent se venger des conséquences de l'épisode en question), Stop Clopes (Rob Reiner et le concept de « glu »), La mère de Cartman est une folle du cul (paternité de Cartman) et Cartoon Wars (Mahomet étant censuré).